# Iset Tower
La Iset Tower o Iset' Tower (in russo Исеть башня?, Iset' bašnja) è un grattacielo di 52 piani situato nel quartiere finanziario di Ekaterinburg, in Russia. 

## Descrizione
È l'edificio più alto di Ekaterinburg e il 16° edificio più alto in Russia, con un'altezza di 209 metri. Era anche l'edificio più alto al di fuori di Mosca fino a quando non fu superato dal Lachta di San Pietroburgo. Divenne la struttura più alta di Ekaterinburg il 24 marzo 2018 quando la Torre TV nelle vicinanze è stata demolita come parte del programma di ammodernamento e sviluppo della città in preparazione per il Campionato mondiale di calcio 2018.
Progettato da Werner Sobek, l'edificio prende il nome dal fiume Iset', che attraversa il centro di Ekaterinburg.